# Kinema Citrus
Kinema Citrus Co., Ltd. (Nhật: 株式会社キネマシトラス Hepburn: Kabushiki-gaisha Kinema Shitorasu) là một xưởng phim hoạt hình Nhật Bản được thành lập vào năm 2008 bởi các nhân viên cũ từ Production I.G và Bones. Công ty có trụ sở đặt tại Suginami, Tokyo. Các tác phẩm tiêu biểu mà xưởng đã sản xuất bao gồm .hack//Quantum, Black Bullet, Barakamon, Made in Abyss và Tate no Yūsha no Nariagari.
Năm 2019, Kadokawa và Bushiroad mua lại cho mỗi bên 31.8% cổ phiếu từ Kinema Citrus. Về cơ bản, Kinema Citrus trở thành một công ty thuộc sở hữu của Kadokawa và Bushiroad. Cả ba cho biết mối quan hệ đối tác này nhằm mục đích "giúp cải thiện mức độ phổ biến của anime trong và ngoài nước".

## Tác phẩm

### Anime truyền hình
| Năm phát sóng | Tựa đề                                  | Đạo diễn                                              | Số tập | Ghi chú | Nguồn         |
| ------------- | --------------------------------------- | ----------------------------------------------------- | ------ | --- | ------------- |
| 2009          | Higepiyo                                | Takeyama Atsushi                                      | 39     | Chuyển thể từ bộ manga bốn khung tranh cùng tên của tác giả Itō Risa.                                               | [ 3 ]         |
| 2009          | Tokyo Magnitude 8.0                     | Tachibana Masaki                                      | 11     | Tác phẩm gốc. Sản xuất hoạt họa cùng với Bones.                                                                     | [ 4 ]         |
| 2012          | Oshiri Kajiri Mushi                     | Kojima Masayuki Kozutsumi Pon Kaori Arakawa Masatsugu | 72     | Dựa trên một bài hát thiếu nhi của Nhật Bản.                                                                        | [ 5 ] [ 6 ]   |
| 2012          | Code: Breaker                           | Irie Yasuhiro                                         | 13     | Chuyển thể từ bộ manga của Kamijyo Akimine.                                                                         | [ 7 ]         |
| 2013          | Yuyushiki                               | Kaori                                                 | 12     | Chuyển thể từ manga bốn khung tranh của Mikami Komata.                                                              | [ 8 ]         |
| 2014          | Black Bullet                            | Kojima Masayuki                                       | 13     | Chuyển thể từ bộ light novel cùng tên của Kanzaki Shiden. Sản xuất hoạt họa cùng với Orange                         | [ 9 ]         |
| 2014          | Barakamon                               | Tachibana Masaki                                      | 12     | Chuyển thể từ manga của tác giả Yoshino Satsuki.                                                                    | [ 10 ]        |
| 2015          | Gochūmon wa Usagi desu ka??             | Hashimoto Hiroyuki                                    | 12     | Mùa thứ ba của Gochūmon wa Usagi desu ka? Sản xuất hoạt họa cùng với White Fox.                                     | [ 11 ]        |
| 2016          | Norn9                                   | Abo Takao                                             | 12     | Dựa trên một otome game của Otomate. Sản xuất hoạt họa cùng với Orange.                                             | [ 12 ]        |
| 2016          | Kuma Miko                               | Matsuda Kiyoshi                                       | 12     | Chuyển thể từ manga của Masume Yoshimoto. Sản xuất hoạt họa cùng với EMT Squared                                    | [ 13 ]        |
| 2016          | Shakunetsu no Takkyū Musume             | Irie Yasuhiro                                         | 12     | Chuyển thể từ bộ manga cùng tên của Asano Yagura.                                                                   | [ 14 ]        |
| 2017          | Made in Abyss                           | Kojima Masayuki                                       | 13     | Chuyển thể từ bộ manga của Tsukushi Akihito.                                                                        | [ 15 ]        |
| 2018          | Shōjo☆Kageki Revue Starlight            | Furukawa Tomohiro                                     | 12     | Dựa trên một thương hiệu truyền thông do Bushiroad và Nelke Planning cùng sáng tạo.                                 | [ 16 ]        |
| 2019          | Tate no Yūsha no Nariagari              | Takao Abo                                             | 25     | Chuyển thể từ bộ light novel cùng tên của Yusagi Aneko.                                                             | [ 17 ]        |
| 2020          | Show by Rock!! Mashumairesh!!           | Seung Hui Son                                         | 12     | Spin-off của Show by Rock!!.                                                                                        | [ 18 ]        |
| 2021          | Show by Rock!! Stars!!                  | Ikezoe Takahiro (tổng đạo diễn) Yamagishi Daigo       | 12     | Phần tiếp theo của Show by Rock!! Mashumairesh!!.                                                                   | [ 19 ]        |
| 2021          | Cardfight!! Vanguard overDress          | Mori Ken (tổng), Suzuki Ryūtarō                       | 25     | Loạt anime mới trong thương hiệu Cardfight!! Vanguard. Sản xuất hoạt họa cùng với Gift-o'-Animation và Studio Jemi. | [ 20 ]        |
| 2022          | Made in Abyss: Retsujitsu no Ōgonkyō    | Kojima Masayuki                                       | 12     | Phần tiếp theo của Made in Abyss.                                                                                   | [ 21 ]        |
| 2022          | Tate no Yūsha no Nariagari Season 2     | Jinbo Masato                                          | 12     | Phần tiếp theo của Tate no Yūsha no Nariagari. Sản xuất hoạt họa cùng với DR Movie.                                 | [ 22 ]        |
| 2022          | Cardfight!! Vanguard will+Dress         | Mori Ken (tổng), Suzuki Ryūtarō                       | 13     | Phần tiếp theo của Cardfight!! Vanguard overDress; sản xuất hoạt họa cùng với Gift-o'-Animation và Studio Jemi.     | [ 23 ]        |
| 2023          | Cardfight!! Vanguard will+Dress (mùa 2) | Mori Ken (tổng), Suzuki Ryūtarō                       | 13     | [ 24 ] |               |
| 2023          | Cardfight!! Vanguard will+Dress (mùa 3) | Mori Ken (tổng), Suzuki Ryūtarō                       | 13     | [ 25 ] |               |
| 2023          | Watashi no Shiawase na Kekkon           | Kubota Takehiro, Kojima Masayuki                      |        | Dựa trên light novel của Agitogi Akumi.                                                                             | [ 26 ] [ 27 ] |
| 2023          | Tate no Yūsha no Nariagari Season 3     | Haga Hitoshi                                          | 12     | Phần tiếp theo của Tate no Yūsha no Nariagari Season 2.                                                             | [ 28 ]        |
| 2024          | Cardfight!! Vanguard DivineZ            | Yamada Taku                                           |        | Phần tiếp theo của Cardfight!! Vanguard: will+Dress.                                                                | [ 29 ] [ 30 ] |

### Phim anime dài
| Tựa đề                                              | Ngày công chiếu   | Đạo diễn                                       | Thời lượng | Ghi chú | Nguồn  |
| --------------------------------------------------- | ----------------- | ---------------------------------------------- | ---------- | --- | ------ |
| Koukyoushihen Eureka Seven: Pocket ga niji de ippai | 25 tháng 4, 2009  | Kyoda Tomoki (tổng đạo diễn) Haraguchi Hiroshi | 115 phút   | Phiên bản điện ảnh của Kōkyōshihen Eureka Seven. Sản xuất cùng với Bones.                                                           |        |
| Neppu Kairiku Bushi Road                            | 31 tháng 12, 2013 | Masayuki Sakoi                                 | 90 phút    | Dựa trên thương hiệu truyền thông cùng tên do Bushiroad, Bandai Visual và Nitroplus phối hợp sáng tạo. Hợp tác sản xuất với Orange. | [ 31 ] |
| Made in Abyss: Tabidachi no yoake                   | 4 tháng 1, 2019   | Kojima Masayuki                                | 119 phút   | Phim tổng hợp của Made in Abyss. | [ 32 ] |
| Made in Abyss: Hōrō suru tasogare                   | 18 tháng 1, 2019  | Kojima Masayuki                                | 108 phút   | | [ 32 ] |
| Made in Abyss: Fukaki tamashī no reimei             | 17 tháng 1, 2020  | Kojima Masayuki                                | 105 phút   | Nối tiếp câu chuyện của Made in Abyss bản truyền hình.                                                                              | [ 33 ] |
| Shōjo☆Kageki Revue Starlight: Rondo Rondo Rondo     | 7 tháng 8, 2020   | Furukawa Tomohiro                              | 180 phút   | Phim tổng hợp của Shōjo Kageki Revue Starlight bản truyền hình.                                                                     | [ 34 ] |
| Gekijōban Shōjo☆Kageki Revue Starlight              | 4 tháng 6, 2021   | Furukawa Tomohiro                              | 120 phút   | Phần tiếp theo của Shōjo Kageki Revue Starlight bản truyền hình.                                                                    | [ 35 ] |

### Original video animation (OVA)
| Tựa đề                                               | Đạo diễn          | Ngày phát hành                       | Số tập | Ghi chú                                                                                  |
| ---------------------------------------------------- | ----------------- | ------------------------------------ | ------ | ---------------------------------------------------------------------------------------- |
| .hack//Quantum                                       | Tachibana Masaki  | 27 tháng 12, 2010 – 25 tháng 2, 2011 | 3      | Loạt OVA sản xuất cho dòng thương hiệu .hack.                                            |
| The Legend of Heroes: Trails in the Sky              | Tachibana Masaki  | 11 tháng 2, 2011 – 24 tháng 2, 2012  | 2      | Dựa trên trò chơi nhập vai cùng tên của Nihon Falcom.                                    |
| Marimo no Hana: Saikyou butouha shougakusei densetsu | Yokoyama Akitoshi | 18 tháng 3, 2012                     | 1      |                                                                                          |
| Code: Breaker                                        |                   | 17 tháng 12, 2012 – 17 tháng 4, 2013 | 3      |                                                                                          |
| Nagareboshi Lens                                     | Takahashi Natsuko | 18 tháng 3, 2013                     | 1      | Dựa trên bộ manga cùng tên của tác giả Murata Mayu.                                      |
| Under the Dog                                        | Andō Masahiro     | 1 tháng 8, 2016                      | 1      | Một dự án OVA sản xuất nhờ quỹ cộng đồng thu trên Kickstarter. Sản xuất cùng với Orange. |
| Yuyushiki                                            | Kaori             | 22 tháng 2, 2017                     | 1      | Dựa trên bộ manga bốn khung tranh cùng tên của Mikami Komata.                            |

### Original net animation (ONA)
- Busou Shinki: Moon Angel (2011, 10 tập; sản xuất cùng với TNK)
- Shōjo☆Konto All Starlight (2019, 26 tập)[40]
- Star Wars: Visions – The Village Bride (2021, 1 tập)[41]